# Amazonas (P-120)
Pour les articles homonymes, voir Amazonas.
L'Amazonas (pennant number : P-120) est une corvette de classe Amazonas, actuellement exploitée par la marine brésilienne. Il a d’abord été nommé Port of Spain (CG50) alors qu’il était en cours de construction pour la Garde côtière de Trinité-et-Tobago.

## Conception
La classe Amazonas a été initialement nommée classe Port of Spain et construite pour la garde côtière de Trinité-et-Tobago. Puis, bien que deux des navires aient été achevés à ce moment-là et en attente de livraison, et que la formation de l’équipage soit en cours au Royaume-Uni, le gouvernement de la République de Trinité-et-Tobago a annulé la commande en septembre 2010.
En décembre 2011, il a été rapporté que la marine brésilienne était intéressée par l’achat des navires, et peut-être jusqu’à cinq navires supplémentaires de la même conception.

## Engagements
Le Port of Spain a été construit par BAE Systems Maritime à Portsmouth et lancé le 18 novembre 2009. Le navire a été vendu à la marine brésilienne et renommé Amazonas (P-120). Il a été mis en service le 29 juin 2012.

## Galerie

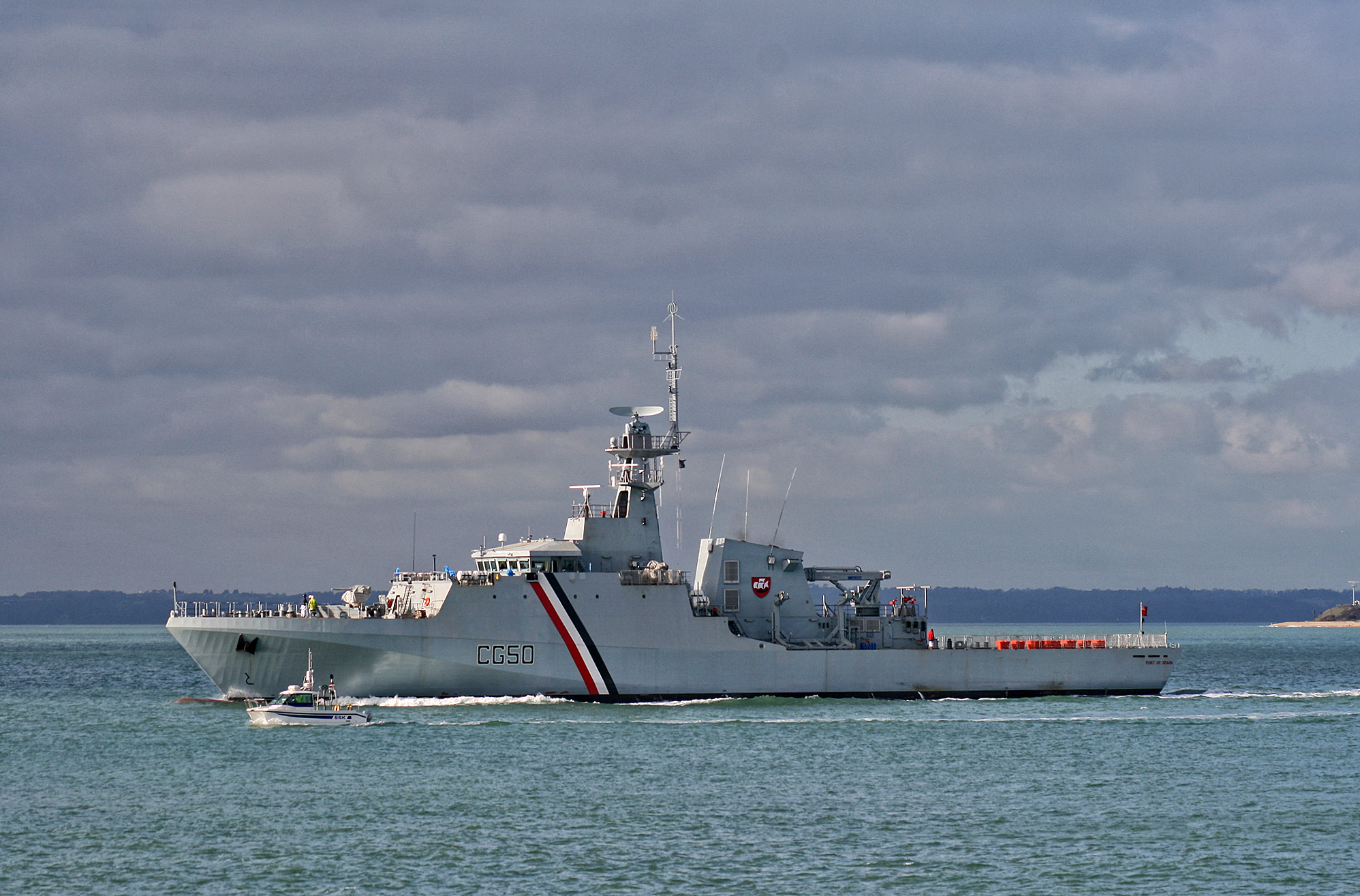
Le Port of Spain le 13 février 2010.
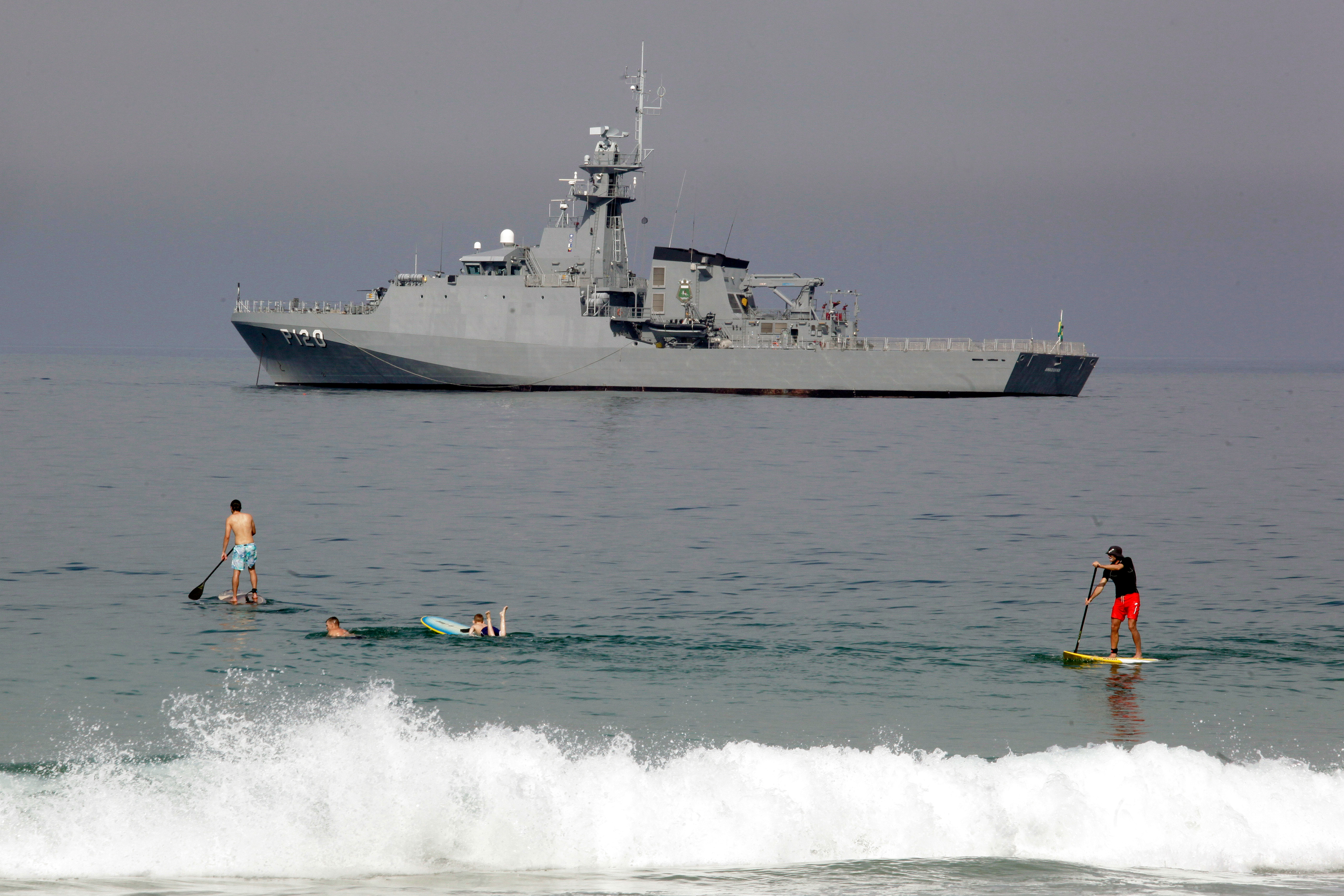
L’Amazonas au large de Rio de Janeiro le 9 juin 2014.
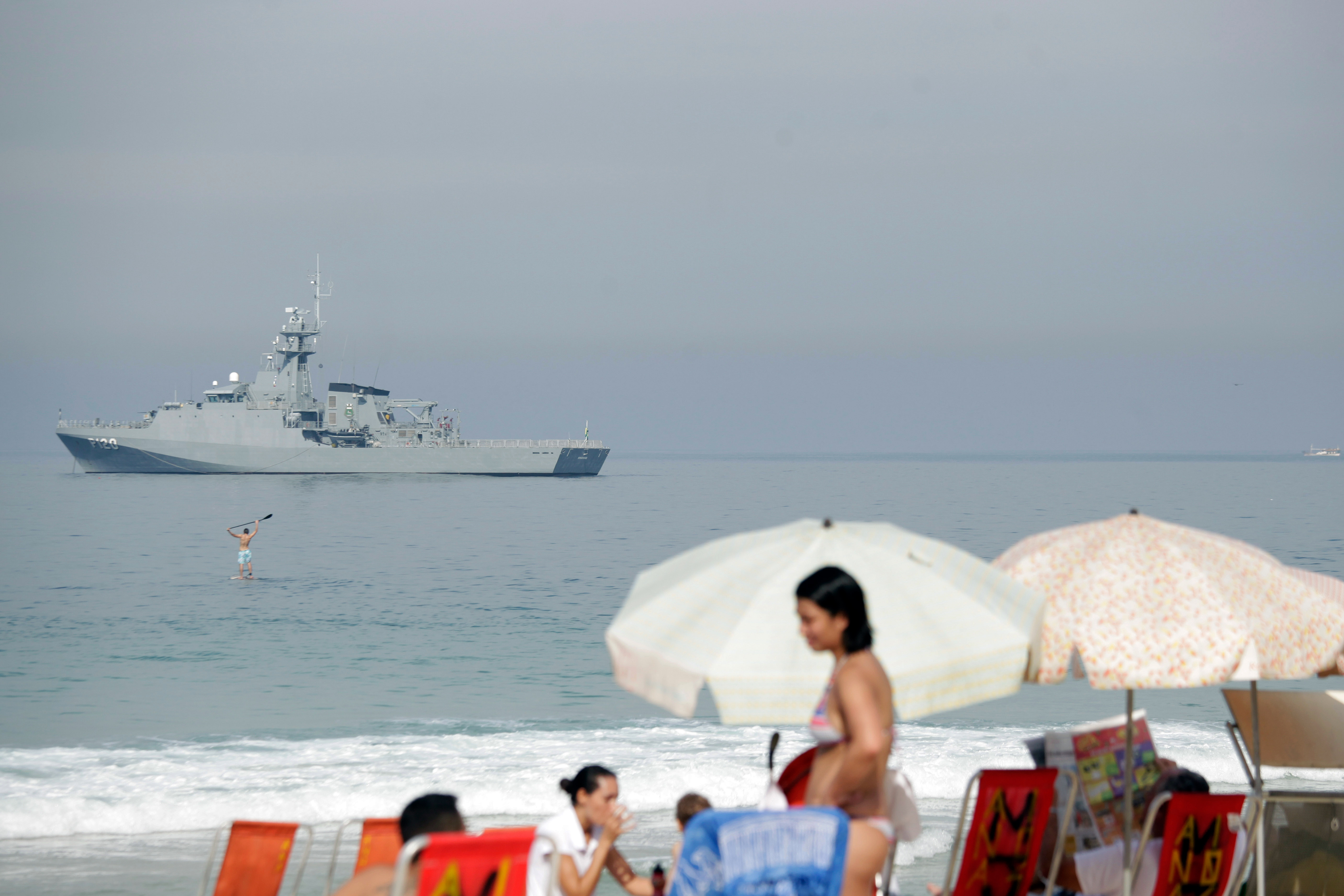
L’Amazonas au large de Rio de Janeiro le 9 juin 2014.
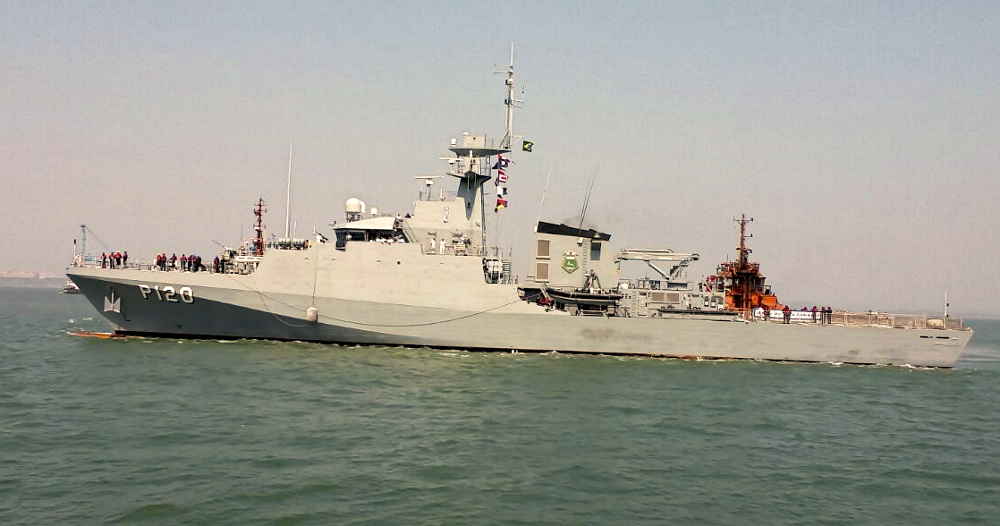
L’Amazonas entrant au port de Goa durant l'exercice IBSAMAR 2016.
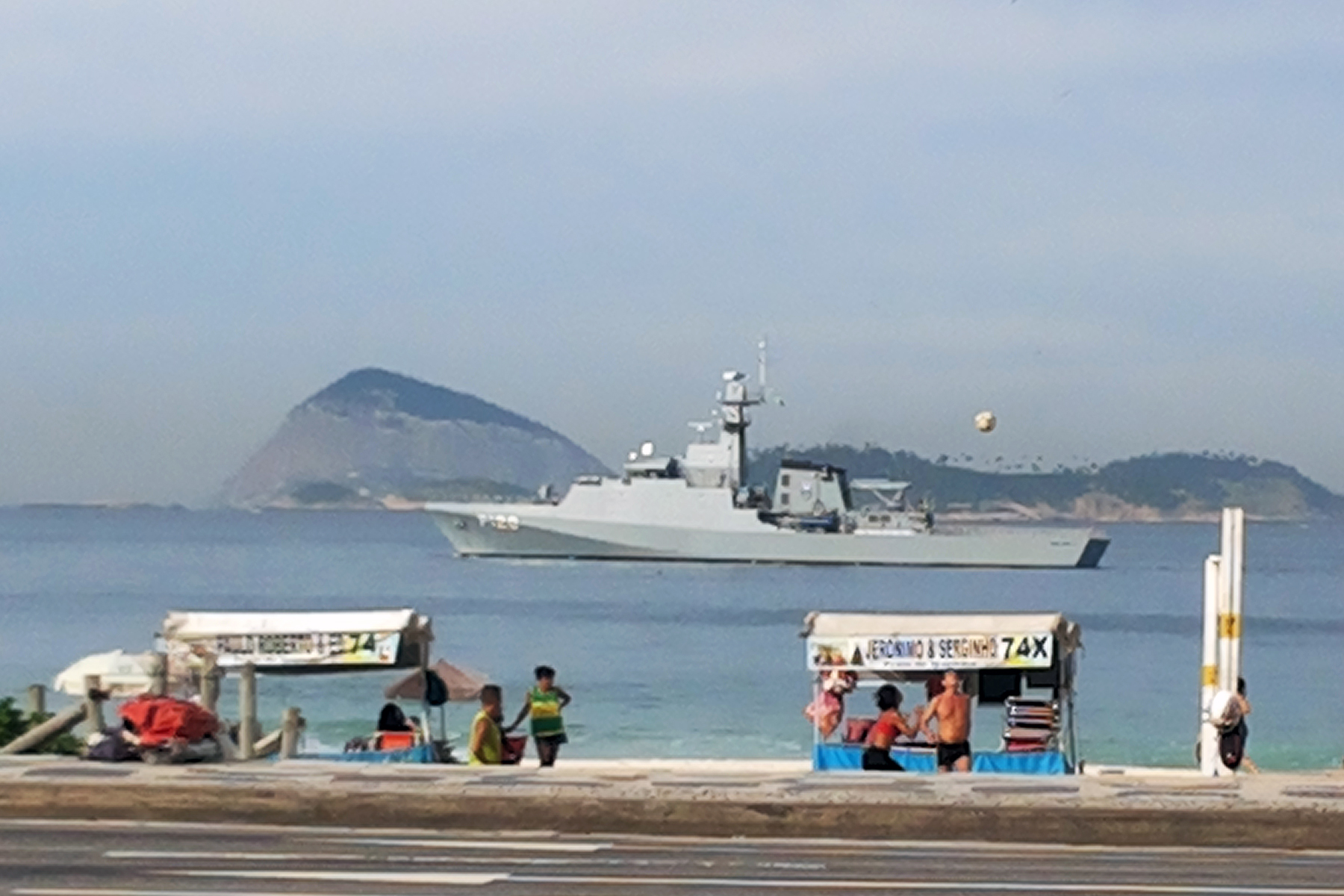
L’Amazonas au large de la plage d'Ipanema le 6 juin 2017.